# シロクマヌードル
シロクマヌードル（英語：Shirokuma noodle）とは、秋田県の男鹿水族館などで販売されるご当地ラーメンのインスタントラーメンである。2012年12月、農業ビジネスを行うあきた食彩プロデュースが、水族館のホッキョクグマ（シロクマ）のクルミと豪太の間に仔が産まれたのを記念し、また、地域の活性化と絶滅が危惧されるシロクマの保護意識の高揚を目的として企画した。商品開発・製造は男鹿市の製麺会社「八郎めん」が行い、青と白の2種あるパッケージのイラストデザインは秋田公立美術工芸短期大学・デザイン科の学生が描くというコラボ商品となっている。
味は「ソルト&ミルク」（SALT & MILK）で、ミルク風味の白濁した塩味スープであり、隠し味に秋田特産のしょっつるが加えられている。八郎めんは、生麺の食感にこだわり、低温ミスト製法（低温ミスト熟成）で乾麺を製造している。
売り上げの一部は、赤ちゃんホッキョクグマ飼育の支援金として水族館に寄付される。2013年4月20日から水族館で先行販売され、27日から順次、一般販売もされた。